# 動物相

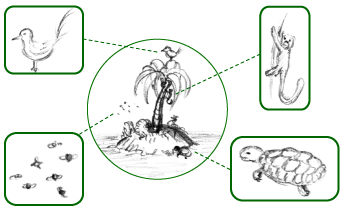
Fauna

動物相（どうぶつそう、英: Fauna）とは、ある特定の地域と時間における動物を表す集合的な用語である。これに対応する植物の集合の概念は植物相である。さらに全生物を対象とする言葉に生物相がある。ラテン語の仮名書きであるファウナの形でもよく使われる。

## 名称
動物相を表す「ファウナ」はローマ神話の豊饒と大地の女神 Faunus（ファウヌス）に由来する。またリンネが自著 Fauna Suecica の書名として用いたのを始まりとして、動物を上記のような扱いの元でカタログ化した本も「ファウナ」と呼ぶことがある。
動物学者と古生物学者は、動物相という言葉を「ソノラン沙漠の動物相（動物群）」や「バージェス頁岩の動物相（動物群）」などと、特定の時代や土地の動物の種の集合を表すために使うのが普通である。

### 動物群
古生物学者は類似の化石を含む岩石層を動物群ステージとして区別・分析する。

## 動物相の区分け
実際には、よほど地域を限定しても、その中のあらゆる動物をリストアップすることは不可能に近い。動物の分類群により、分類研究が進んでいないものもあれば、簡単には採集できない場合もある。また、稀少な種はごくまれにしか見つからないため、たとえその時点で発見されていなくても、その後見つかる可能性があることを否定できない。いずれにせよ、動物はその大きさや生活、行動が多岐にわたり、分類群によって調査法や採集法も全く異なるのが普通なので、動物すべてをカバーする調査はあり得ない。この点では、すべての種が横並びに競争者であり、まとまって群落を形成する陸上植物とは大きく異なる。
したがって、動物相を論ずる場合、意図的に範囲を設定することが普通である。その設定の仕方には大きく二つの方法がある。一つは、分類群を選んで、その範囲でリストアップすることである。もう一つは、生活のあり方、生息環境によって分ける方法である。

## 分類群による区分
特定の分類群の種をすべて取り上げる場合、分類群の名を冠して、「日本の昆虫相」や「琉球列島のカエル相」などという具合に表現する。なお、昆虫などあまりに種類が多く、しかも未調査未研究部門の多い場合、十分なリストは作れないので、むしろ動物相の基本的な特徴や特色のことを動物相ということも多い。
動物の分類学者は、分類群にもよるが普通は綱か目程度の範囲を専門分野とし、それを離れると全然見当がつかない場合が多いため、この方法は信頼性の得られる方法である。植物の場合、特別な分野の専門家でも大抵は高等植物のおおよそ一通りは知っているので、この点は異なる。これは、植物の場合、高等植物はすべて横並び的に生育するのに対して、動物は群が異なれば採集のやり方まで変えねばならず、その点ではやむを得ないとも言える。

### その他
その他、鳥類相avifaunaや魚類相piscifauna（または ichthyofauna）がある。

## 生息環境による区分
同一の生息環境にいる動物は、同一の方法で総ざらえに採集できる場合がある。たとえば、水中の動物であれば、大きな網ですくえば分類群に関係なく採集することができるので、これをもってその場の動物相と表現する場合がある。
しかし、この場合、明らかに網の目の大きさによって捕獲できる動物の種は全く異なる。カツオ用の網ではワムシは取れないし、メダカの網ではクジラはすくえないからである。つまり、採集に使う道具によって、捕獲できる対象が異なり、それは主としてその動物の大きさの差による。そこで、このような動物相では、大きさによってカテゴリーを区別することが有用である。このような方法が使われるのは、水中動物、特にプランクトンの場合、底生動物の場合、それに土壌動物の場合が挙げられる。なお、プランクトンの場合、植物性のプランクトンも一緒に採集するから、まとめてプランクトン相と呼ぶこともあり、この場合には生物相の一部をなすものである。
多くの例で使われるのは以下のような表現である。大きい方から順に挙げる。
メガファウナ

Megafaunaは地域や時代を問わず大きな動物である。オーストラリアの大型動物相はその一例。
マクロファウナ
Macrofaunaは海底や土壌に棲息する1ミリメートル以上の大きさの生物である。おおよそ肉眼的大きさ以上のものと見て良い。
ミクロファウナ
微小動物Microfaunaは顕微鏡的動物またはとても小さな動物である。通常は原生動物やとても小さなワムシなどを含む。
マクロとミクロの中間は環境によって呼び方が異なる。
メイオファウナ
Meiofaunaはメイオベントスとも言い、小さな水底の無脊椎動物で海水・淡水のいずれの環境にも棲息する。Meiofauna分類学的グループ化によらず、microfaunaより大きくmacrofaunaより小さな生物群を大まかに定義したものである。実際には1ミリメートルのメッシュを通過し45µmのメッシュに捕捉される生物だが、厳密な寸法の定義は調査者ごとに異なる。1ミリメートルのメッシュを通過するか否かもその時の生死により結果が異なりうる。
メソファウナ
Mesofaunaは土壌中のやや大きな無脊椎動物で、小型の節足動物、たとえばトビムシ・ダニあるいは線虫などがある。
それ以下
プランクトンの場合、より小さいものに対して、以下のようなカテゴリーを置く。ただし、動物として扱われるものに、ここに含まれるものはほとんど無い。
ナノプランクトン
20-2µmの大きさのもの。微小藻類や、小型の鞭毛虫など。
ピコプランクトン
2µm以下の生物。細菌類やごく微小な藻類。

表生動物
表生動物epifaunaは水中の堆積物や土壌の表面に生息する動物である。
内生動物
内生動物infaunaは基層内に棲息する水棲動物である。バクテリアと微細藻類microalgaeも水中堆積物の中に棲息するようだ。平均して内生動物は水深が増し、海岸線から遠ざかるにつれて減少する。しかしバクテリアは数度においてより安定しており、堆積物中の海水1ミリリットル中に10億ほどの細胞が見られる。

## 動物相に関する論文

### 古典的動物相
- Linnaeus, Carolus. Fauna Suecica. 1746年